# Бихачская операция (1942)

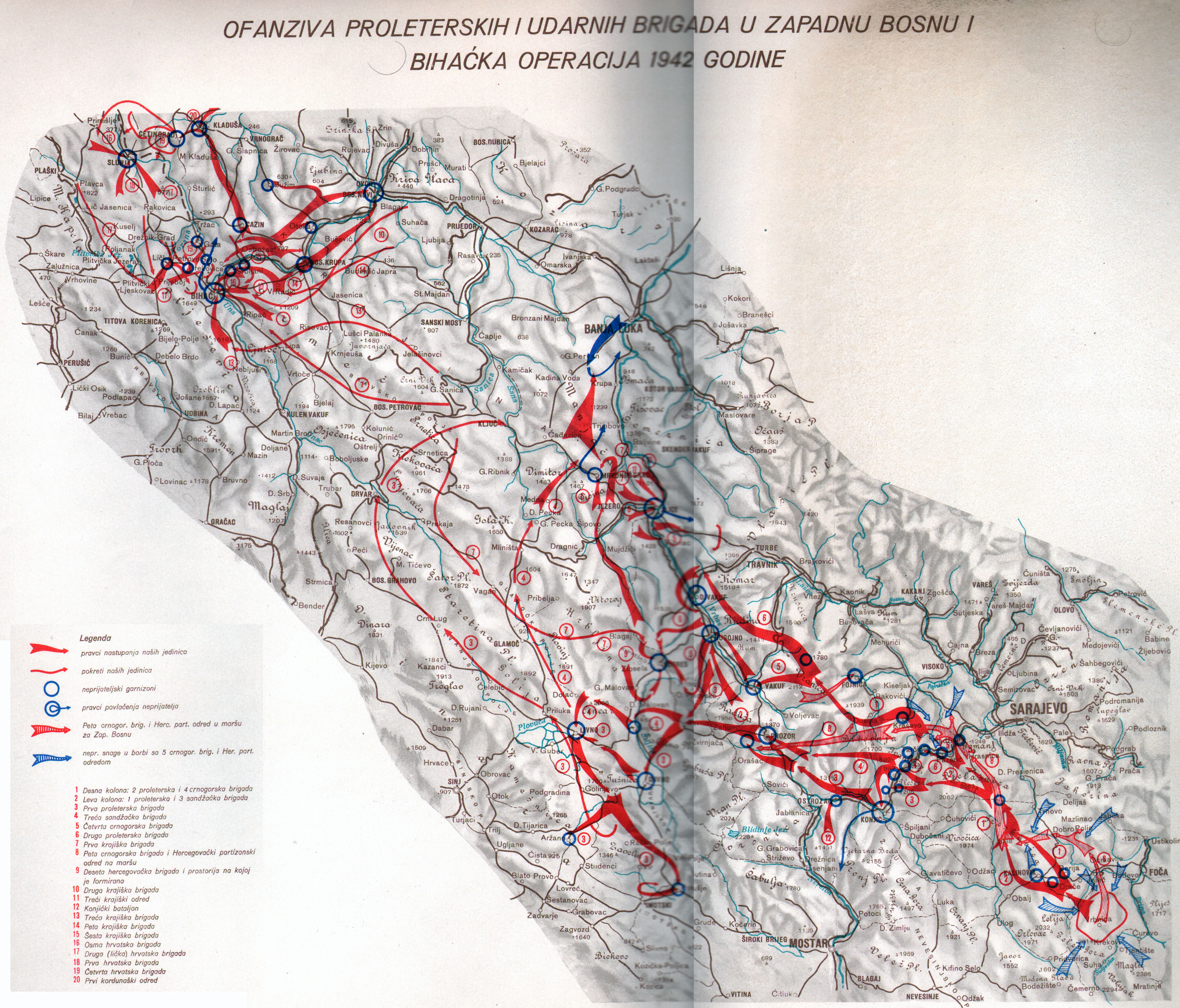
Карта похода пролетарских бригад в Западную Боснию

Бихачская операция (сербохорв. Bihaćka operacija / Бихаћка операција) — наступательная операция  группы бригад под командованием Оперативного штаба Народно-освободительной партизанской и добровольческой армии (НОПиДА) Боснийской Краины в ходе Второй мировой войны на территории Западной Боснии против усташско-домобранских и немецких войск, проведенная в период с 29 октября по 20 ноября 1942 года с целью освобождения города Бихача, уничтожения опорных пунктов противника в долине Уны и прорыва в направлении Карловаца и Сански-Моста. По количеству задействованных войск, целям и достигнутым результатам Бихачская операция представляет собой крупнейшее наступление партизан, которое было успешно проведено к тому времени на город, имевший особое значение для народно-освободительного движения под руководством КПЮ в целом. С успешным завершением Бихачской операции и созданием обширной и компактной освобождённой территории в Западной Боснии, Центральной и Южной Хорватии, а затем и в Словении, Славонии и Мославине, были созданы условия для проведения учредительного собрания Антифашистского вече народного освобождения Югославии (АВНОЮ) и образования политического органа, руководившего дальнейшим развитием народно-освободительного движения. 

## Оперативная ситуация накануне операции
В западных частях Югославии во второй половине 1942 года начался подъём антифашистского народного-освободительного движения. Из партизанских отрядов стали формироваться бригады как полноценные мобильные подразделения. В центральных областях Боснии действовала группа из семи бригад, подчинявшихся непосредственно Верховному штабу. В Боснийской Краине до начала боёв за Бихач действовало 6 бригад, в Хорватии — 18, в Словении — 4. 1 ноября 1942 по приказу Верховного штаба на основе этих бригад были сформированы 3 дивизии, 8 ноября 1942 — ещё 5 дивизий. Помимо них, действовало ещё достаточно много территориальных партизанских отрядов, отдельных батальонов и рот.
К ноябрю 1942 года партизанами были отбиты у НГХ города Дрвар, Босански-Петровац, Ключ, Гламоч, Мрконич-Град и многие другие. Велись бои за Босанско-Грахово против итальянцев и четников, за Яйце против немцев и усташей, за Ливно против объединённыъ сил. В Хорватии партизаны удерживали Кореницу, Войнич, Вргинмост и ряд других крупных населёных пунктов. Через Боснийскую Краину и Кордун проходила демаркационная линия между итальянской и немецкой оккупационными зонами: итальянцы в течение 1942 года отправили на эту линию ряд гарнизонов и части 5-го, 18-го и 6-го корпусов итальянской 2-й армии. В помощь им были отправлены силы четников и коллаборационистов, наибольшим подразделением из них (без учёта усташей) была Добровольческая антикоммунистическая милиция. В немецкой оккупационной зоне располагались 714-я и 718-я пехотные дивизии, о своём контроле над территорией немцы объявили в мае 1942 года, подчинив себе дислоцировавшиеся там части домобранцев и четников.

## Значение Бихача
Согласно схеме административно-территориального деления НГХ, Бихач был административным центром жупании Крбава и Псат. В Бихаче располагалось много гражданских и военных институтов. Помимо того, Бихач был военной базой и плацдармом для ведения боевых действий против партизан, а также ключевой крепостью на стратегически важной дороге, соединявшей Адриатическое побережье и долину реки Савы.
В том же городе с 1941 по 1942 годы усташи устраивали массовые убийства сербского и еврейского гражданского населения. Для партизан взятие города, имевшего большой экономический и мобилизационный потенциал, должно было соединить освобождённую территорию в Западной Боснии со свободной территорией в Хорватии. Относительно изолированный бихачский гарнизон представлял осаждающим шансы не только на успешное взятие города, но и на захват большого количества трофейных материалов и пленных.

## Подготовка

### Силы партизан
По предложению Оперативного штаба Боснийской Краины на основе имевшихся разведывательных данных 18 октября 1942 Верховный штаб отдал распоряжение о проведении операции. Главный штаб НОАЮ в Хорватии отдал в распоряжение три бригады. Планировалось, что нападение начнётся не позже 5 ноября. Оперативный штаб Боснийской Краины отрядил для операции следующие части:
- 1-я краинская бригада (3 батальона)
- 2-я краинская бригада[серб.] (3 батальона)
- 3-я краинская бригада[серб.] (4 батальона)
- 5-я краинская бригада (4 батальона)
- 6-я краинская бригада (2 батальона)

Оперативный штаб Хорватии отрядил для операции следующие части:
- 2-я ликская бригада[серб.] (4 батальона)
- 4-я кордунская бригада (4 батальона)
- 8-я банийская бригада[серб.] (3 батальона)

В атаку также отправили артиллерийский дивизион Оперативного штаба Боснийской Краины в составе трёх 100-мм гаубиц, четырёх горных артиллерийских орудий и батарею противотанковых орудий. Общая численность личного состава насчитывала около 7 тысяч человек. Мотивация у солдат была превосходной: в первую очередь солдаты хотели отомстить укрывшимся в Бихаче убийцам своих соотечественников. Оперативный штаб Краины и штабы бригад провели инструктаж бойцов по поводу наличия усташских военных преступников и их ликвидации. Командующим осаждающими войсками был назначен Коста Надь.

### Силы усташей
В гарнизон Бихача входили следующие части:
- 4-я отдельная бригада (или «сдруг») усташских войск, состоявший из 4 батальонов общей численностью 3 тысячи человек:
  - 19-й усташский батальон («бойна», дислокация — Бихач)
  - 31-й усташский батальон («бойна», дислокация — Личко-Петрово-Село и Раковица)
  - 32-й усташский батальон («бойна», дислокация — Босанска-Крупа)
  - 33-й усташский батальон («бойна», дислокация — Бихач)
- Штаб и батальон 12-й домобранского пехотного полка (800 человек, дислокация — Бихач)
- Рота («сатния») 2-го домобранского полка (200 человек, дислокация — Бихач)
- Группа усташской милиции (от 10 до 40 человек в сёлах)

В оборону были вовлечены артиллерийские части: четыре 100-мм гаубицы (две в городе, две на холме Хаджиабдича). Помощь усташам готовы были оказать немецкие добровольцы из 714-й пехотной дивизии. Общая численность усташей составляла 4 тысячи человек. Мотивация непосредственно у усташей была превосходной, поскольку никто не собирался сдаваться в плен и представать перед судом за массовые убийства, а вот домобранцы не были готовы к продолжительной борьбе морально.
Оборона Бихача была выстроена в две линии: первая линия состояла из ряда огневых точек, разбросанных по окрестным деревням. Многие из точек были хорошо укреплены и вооружены (Изачич и Острожац). Недостаток внешней линии обороны состоял в том, что связь между огневыми точками не была обеспечена, что предусматривало возможность тайного проникновения за линию фронта. Вторая линия обороны состояла из ряда взаимосвязанных хорошо укреплённых позиций (Сомишле и Жегар с Жегарской аллеей и Борик на левом берегу Уны). Гарнизон был хорошо вооружён и снабжён, в принципе он мог отбить любое возможное нападение или хотя бы продержаться до прибытия подкреплений из других городов.

### План нападения
Согласно плану Оперативного штаба, четыре бригады должны были одновременно атаковать Бихач и зачистить территорию на линии Босанска-Крупа — Цазин, а также атаковать Личко-Петрово-Село и предотвратить подход подкреплений из Слуня, Оточаца и Госпича. Чтобы прорвать хорошо организованную оборону, было принято решение держать в тайне сам факт подготовки к операции до самого последнего момента, дабы исключить возможность подхода войск из других гарнизонов. Войска были отправлены в сторону Босанска-Нова, Сански-Мост и к Восточной Бановине, чтобы ввести противника в заблуждение и отвлечь его силы. После взятия Бихача планировалось развить наступления в северном, северо-восточном и северо-западном направлениях, уничтожить вражеские подкрепления и перехватить инициативу у противника.

## Ход операции
Об исходных позициях партизанских войск знали лишь единицы, и только лишь единицам были известны досконально цели нападения и детали. Передвижение войск началось 28 октября 1942, об окончательных целях было объявлено 1 ноября 1942, хотя ещё до этого рядовые бойцы и местные жители догадывались, что около Бихача развернётся сражение. Поддержка местными жителями партизан означала полный провал идеологической подготовки НГХ и о полной беспомощности усташской разведки. 2 ноября 1942 в 21:30 началось сражение: из двух гаубиц по крепости Сомишле открыли огонь осколочными снарядами. Эффект внезапности нападения был ошеломительный: в городе ещё было включено электрическое освещение. Войска двинулись в западном направлении.
1-й батальон 2-й краинской бригады, ведомый народным героем Ранко Шипкой, успел незамеченным войти в город, к правому берегу реки Уны. 1-й батальон 1-й краинской бригады также прорвался незамеченным через вражеские укрепления и в течение 10 минут благодаря стремительному натиску занял Сомишле — самую важную укреплённую позицию на левом берегу Уны. Одновременный удар по двум линиям обороны дезорганизовал оборону противника. 8-я банийская бригада к часу ночи уничтожила вражеские укрепления на северо-западном направлении, разбила рвавшееся в город подкрепление из Изачича, прорвалась к правому побережью Уны, заняла железнодорожную станцию и соединилась со 2-й краинской бригадой. 2-я краинская бригада тем временем продолжила продвижение, зачистив ряд вражеских позиций: вместе две бригады очистили целый квартал города и захватили две крепости, откуда неприятель вёл ответный огонь. К середине 3 ноября сопротивление врагов удалось подавить и там.
Сопротивление домобранцев и усташей на левом берегу Уны было более организованным и упорным. 1-я и 3-я краинская бригада уничтожили вражеские укреплённые точки на внешней линии обороны и взяли Сомишле, откуда безуспешно вели наступление на усташский лагерь в Жегаре. Усташи в 4 часа предприняли контратаку в Сомишле, но и она сорвалась. Кровопролитные бои продолжались в течение суток, а тем временем командование усташей упорно ожидало прибытие моторизованной бригады в качестве подкрепления от Главного штаба домобранства. Атаки усташей из Босанской-Крупы и Цазина в сторону Бихача были отбиты силами 6-й краинской и 4-й кордунской бригад. Поняв, что подкрепления ничего не могут сделать, Главный штаб домобранства обратился за помощью к немецкому командованию, однако генерал Фридрих Шталь, командир 714-й дивизии, отказался помогать, поскольку его войска якобы были отвлечены партизанами на Шамарице, в окрестностях Двора и Босанской-Новы. Только несколько авианалётов позволили облегчить мучения хорватского командования в Бихаче.
1-я и 3-я краинские бригады предприняли очередной штурм Жегара 3 ноября в 15:00, который усташи защищали с фанатическим рвением до последнего солдата, но их оттуда удалось всё же выбить. После этого бригады продолжили продвижение по городу, подавляя усташское сопротивление. Во второй половине дня и к следующей ночи им удалось овладеть частью города до канала в центре. Около моста через канал завязались очередные кровопролитные бои. 4 ноября в 12 часов 1-я и 3-я краинские бригады решительным натиском сумели прорвать оборону ценой огромных потерь. В 16 часов дня были разбиты последние части усташского гарнизона.
О ходе боя за канал подробно писал Джуро Кнежевич, десятник (капрал) 2-й роты 3-го батальона 1-й краинской бригады:

Канал, к которому мы вышли, был последним пунктом обороны Бихача, но и самым тяжело защищённым. По обе стороны через канал у моста находились бункеры, а рядом с ними — две гаубицы. За ними правую сторону улицы закрывало жёлто-розовое здание медресе, а левую — здание торгового блока. Оба этих сооружения были настоящими крепостями. С любой стороны вёлся огонь из автоматического оружия. Наша рота находилась в Клостере, а первая в здании через дорогу, которым был усташский военный магазин. Как только мы передохнули и заняли позицию, усташи предприняли контратаку. В мгновение ока мост был завален усташскими трупами: 10 пистолетов-пулемётов нашей и 1-й роты вместе обстреляли мост. До 10 часов усташи ещё несколько раз попытались контратаковать, однако всегда возвращались обратно с тяжёлыми потерями.
Потом усташи стали обстреливать Клостер гаубицами, перед бункером с другой стороны моста. Одновременно велись и штурмы. До 10 часов мы были под ожесточённым огнём. Счастье наше, что гаубицы не могли стрелять по земле, но они пробили крышу и пол. С начала мы еле переносили разрывы снарядов над головами, но шло время, и мы к ним привыкли. С потолка на нас постоянно осыпались раствор и известковая пыль, поэтому мы все больше походили на мельников, а от взрывов мы наполовину оглохли. Из шести пистолетов-пулемётов нашей роты мы через окна обстреливал мост и время от времени очередями отбивали усташские контратаки. В Клостере было достаточно много местных монахинь и детей (в основном из усташских семей), спрятавшихся там как в безопасном месте. Очевидно, что им всё о нас рассказали, поэтому было очевидно, что они боялись и нас, и снарядов, которые летели в нас.
Через два часа снова наша ударная группа вернулась на позиции. Нам приказали подготовиться к штурму. Бомбашская группа уже была готова, ею руководил комиссар роты Коста Боянич. Поскольку Лазо Каранович, стрелок из моего десятка, был в бомбашской группе, я забрал его пистолет-пулемёт. Комиссар Коста мне приказал без перерыва обстреливать лазейку в бункере с левой стороны моста. Остальные стрелки и солдаты получили приказ держать окна на зданиях, откуда отстреливались от усташей. Потом началась ураганная огневая подготовка для нападения, и вскоре через мост вверх побежали сначала комиссар Коста, потом Руди Турчинович из 1-й роты, потом я увидел Райко, за ним Стипу и Николу. Выпуская очередь за очередью, я видел, как они закидывали гранатами бункер. В той лазейке я схватил пистолет-пулемёт и побежал за ними. На мосту я встретил Стипе, раненого в голову. Чуть дальше у здания медресе, стоит наш комиссар Коста. Вижу, что что-то пошло не так, и спрашиваю его.
— Продолжайте атаку, — сказал он. — Погибли Райко, Граховац и Руди Турчинович… Я ранен, но ты продвигайся вперёд и никому не говори об этом.
Иду вперёд, и вместе с группой солдат наши войска врываются в медресе. В тот же момент солдаты 1-й роты атакуют здание торгового блока. Ещё мы даже не заняли позиции в отбитых зданиях, а усташи идут в контратаку. Одна их группа ворвалась в Медресе, но мы их «съели». Перед медресе, на рынке, было пустое пространство, через которое усташи несколько раз пытались прорваться, но мы их отгоняли постоянно, нанося им огромные потери. В ходе одного из таких контрударов усташей у меня кончились патроны. Я крикнул помощнику, чтоб мне быстро подал магазин, и тут же ко мне прибежал какой-то неизвестный юноша с полным ящиком патронов. Он остался со мной до конца боя за Бихач, быстро подавая мне магазины. Через несколько дней после освобождения Бихача я был в составе моего десятка в патруле у Клокота, и с нами был мой новоиспечённый помощник. Но в Клокоте какие-то местные нас приняли за усташей. Они захотели нас линчевать, но мы этого не позволили. После возвращения из патруля мы сообщили о случившемся командованию роты и договорились передать моего помощника командованию Бихача…
Последний удар по врагу в Бихаче был нанесён с 15 до 16 часов в медресе, на северо-западной окраине города. Бихач тем самым был освобождён. Ещё час-другой в зданиях можно было услышать звуки выстрелов, но это наши солдаты очищали здания от спрятавшихся вражеских солдат…

Бихач был освобождён после 42-часового боя, к 16:00 4 ноября 1942. Остаток усташских войск, который успел сбежать из города, попытался прорваться к Цазину, но в ночь с 4 на 5 ноября был разгромлен в засаде из двух батальонов 5-й и 6-й краинской бригад. Несмотря на огромные потери, группа усташей сумела всё-таки прорваться через эти два батальона.

## Итоги операции

### Потери сторон
Завершение Бихачской операции ознаменовало соединение освобождённых партизанами территорий Боснии и Хорватии. Со 2 по 4 ноября в боях было убито 800 хорватских домобранцев и усташей (солдат и офицеров), в плен попали ещё 800 солдат и 35 офицеров с заместителем жупана во главе. Из трофеев партизанам достались 8 артиллерийских орудий (4 гаубицы, 3 противотанковых орудия, одна горная пушка), 2 миномёта и 1500 единиц стрелкового оружия. Партизаны потеряли 130 человек убитыми и 200 ранеными. Пленных домобранцев разоружили и отпустили по домам, а вот как минимум 130 усташей были расстреляны. Приговор был приведён в исполнение на глазах у местных жителей в отношении ряда военных преступников. 18 ноября 1942 Верховный штаб НОАЮ сообщил о расстреле оккупантов и назвал имена девятерых особо жестоких и опасных военных преступников:
1. Петар Дуймович (Завале). Усташ, член окружного суда, виновен в смерти десятков антифашистов.
2. Доминик Уремович (Бихач). Усташ, виновен в смерти 37 православных крестьян, которые были угнаны на работу в Германию; выдал их усташам, а его собственный сын организовал пытки и потом лично казнил всех.
3. Илия Млинарич (Славонски-Брод). Убеждённый усташ, виновен в массовых расстрелах женщин, детей и стариков (приговорённых бросал в яму и там убивал).
4. Мехмед Алтич. Насильник, палач, виновен в изнасиловании и убийстве девяти девушек.
5. Ибрица Машич, усташ. Организатор антипартизанского сопротивления в деревне Рибич.
6. Радослав Ракела (Бихач). Усташ, шпион Усташской надзорной службы.
7. Франьо Еркич (Добрвица). Убеждённый усташ, виновен в массовых убийствах гражданского населения.
8. Хасан Одич. Убеждённый усташ, палач.
9. Тома Янкович (Крале). Добивал раненых сербов, которых предварительно расстреливали усташи из пулемёта.

### Дальнейшие действия
Освобождённый Бихач стал центром Бихачской республики, где начала протекать в обычном довоенном ритме гражданская жизнь, начала развиваться военная, политическая и культурная созидательная деятельность. В конце ноября здесь состоялись первое заседание Антифашистского вече народного освобождения Югославии и первое заседание Объединённого союза антифашистской молодёжи Югославии. Гарнизон города на это время составила 3-я краинская бригада, а остальные бригады отправились к другим деревням для закрепления успеха и освобождения окрестностей от несдавшихся оккупантов. 2-я краинская бригада отправилась к Босанской-Крупе в помощь 6-й бригаде и там разбила остатки 32-го усташского батальона (небольшая группа усташей всё же успела сбежать с поля боя). 8-я банийская бригада 4 ноября в 17:00 получила приказ двигаться к С. Брековице, Острошацу и Цазину, чтобы соединиться с 5-й краинской козарской и 6-й краинской бригадами, шедшими к Острошацу.
С 5 по 15 ноября силами Оперативного штаба Боснийской Краины были взяты Босанска-Крупа, Отока, Цазин и Бужим, а в Босанске-Нове были заблокированы войска противников. Войска Главного штаба Хорватии взяли Слунь, Цетинград, Велику-Кладушу, Вранограч и другие населённые пункты. В ходе самого похода в Боснийскую Краину также завязались бои за Яйце и Ливно. Город держался в руках партизан до 29 января 1943, пока 7-я добровольческая горная дивизия СС «Принц Ойген» не отбила Бихач.

## В культуре
- Битва за Бихач описана писателем Бранко Чопичем в книге «Деяния в Бихаче» (сербохорв. Delije na Bihaću / Делије на Бихаћу).